# Estepona 2007
Estepona 2007 fue un partido político español de ámbito local creado en Estepona (provincia de Málaga) por la ex-popular Rosa Díaz.
En las elecciones municipales del 2007 obtuvo 1.335 votos, que le otorgaron una concejal en el Ayuntamiento de Estepona. Estepona 2007 se unió entonces a los once concejales del PSOE-A, los dos del Partido Andalucista y el concejal de Izquierda Unida para formar el gobierno municipal. Durante dicho gobierno se produjo el registro del Ayuntamiento y la detención del alcalde Antonio Barrientos en el marco de la llamada operación Astapa contra la corrupción urbanística, fue sustituido entonces por David Valadez.
En las elecciones municipales del 2011 obtuvo 762 votos, no obteniendo ningún concejal.